# Эрик Анундсон
Э́рик А́нундсон (Эрик Эймундсон; швед. Erik Anundsson/Eymundsson; умер в 882) — шведский конунг, правивший в IX веке. Шведская энциклопедия Nordisk familjebok считает Эрика одним и тем же лицом с легендарным шведским конунгом Эриком Ведерхаттом.

## Биография
В «Саге о Хервёр» Эрик упоминается как сын Анунда Уппсальского:
Eiríkr hét sonr Önundar konungs, er ríki tók eptir föður sinn at Uppsölum; hann var ríkr konungr. Á hans dögum hófst til ríkis í Noregi Haraldr hárfagri, er fyrstr kom einvaldi í Noreg sinna ættmanna.
Эйриком звали сына конунга Энунда, который принял государство после своего отца в Уппсале; он был могущественный конунг. В его дни в Норвегии пришёл к власти Харальд I Прекрасноволосый, который первым из своего рода стал единовластным правителем в Норвегии.
Снорри Стурлусон называет Эрика, жившего в одно время с Харальдом Хорфагером, Эймундсоном. Но поскольку, согласно другим источникам (Римберт и Адам Бременский), предыдущий конунг известен как Анунд, вероятно, более правильной формой отчества является Анундсон. Например, в «Законе Готланда» позднейший конунг Анунд Якоб упоминается под именем Эмунд (Эймунд), равно как и под именем Анунд, поэтому отчество Эрика — не единственный случай смешения этих двух имён.
Согласно «Саге о Хервёр», его предшественником был его отец Анунд Уппсале и дядя Бьёрн из Хоги, а преемником — Бьёрн (отец Эрика Победоносного и Олафа Бьёрнсона). В «Книге о заселении Исландии» говорится, что Эрик и его сын Бьёрн правили во времена понтификатов Адриана II и Иоанна VIII, то есть в период 867—883 гг., время первого заселения Исландии. В «Саге о Харальде Хорфагере» указывается, что Эрик умер, когда Харальд Хорфагер уже в течение десяти лет как был королём всей Норвегии, то есть в 882 году.
Эрик упоминается в нескольких местах «Круга Земного». В «Саге об Олаве Святом» Торгню Лагман сообщает:
Торгнюр, мой дед, помнил уппсальского конунга Эйрика, сына Эмунда. Он рассказывал, что, когда тот был в расцвете сил, он каждое лето набирал войско и отправлялся походом в разные страны. Он подчинил себе Финнланд, Кирьяланд, Эйстланд, Курланд и многие земли на востоке. Ещё и сейчас можно видеть построенные им земляные укрепления и другие сооружения. Но он всё же не был столь высокомерен, чтобы не слушать тех, у кого к нему было важное дело.
В «Саге о Харальде Хорфагере» Снорри Стурлусон говорит, что Эрик также хотел расширить территорию Швеции на запад и иметь королевство столь же обширное, что и у шведского конунга Сигурда Ринга и его сына Рагнара Лодброка (то есть, включавшее Раумарике, Вингулмарк и Вестфолл до острова Гренмара). Таким образом, он завоевал Вермланд, Западный Йоталанд и все земли к югу от Свинесунда (современный Бохуслен) и объявил своими берега Викена. Хране Гаутске (Хране Гёта) он назначил ярлом в землях между Свинесундом и Гёта-Эльвом. Население этих территорий признало Эрика своим конунгом.
Когда конунг Харальд Хорфагер приехал в Тёнсберг (в то время торговый город в Викене) из Тронхейма, он узнал об этом и очень разгневался. Он собрал в Фолле тинг и обвинил народ в предательстве, после чего некоторые согласились принять его правление, а некоторые были наказаны. Ему понадобилось всё лето, чтобы заставить Викен и Раумарике признать его власть.
Зимой Харальд узнал, что шведский конунг находился в Вермланде, тогда он пересёк лес Эд и приказал населению устроить торжество в его честь.
Самым влиятельным человеком в этой провинции был бывший воин Хальвдана Чёрного по имени Оке, и он пригласил норвежского и шведского королей в свою усадьбу. Оке построил новую усадьбу рядом со старой, она была построена в той же пышной манере, что и старая, где остались прежние украшения и драпировки.
Когда конунги прибыли, швед был размещён в старой усадьбе, а норвежец — в новой. Норвежский конунг жил в усадьбе с новыми позолоченными сосудами с гравировкой, светлыми, как стекло, и полными лучшей выпивки.
На следующий день конунги собрались уезжать. На прощание Оке отдал на службу Харальду своего двенадцатилетнего сына Уббе. Харальд поблагодарил Оке и обещал поддерживать дружеские отношения.
Тогда Оке отправился к шведскому конунгу, но тот был не в духе. Оке дал ему ценные подарки и сопровождал его по дороге до лесов. Эрик спросил Оке, почему он, его подданный, так по-разному встретил конунгов. Оке ответил, что у Эрика нет причин для осуждения его, потому что он жил в старой усадьбе, так как был стар, а норвежский конунг был в расцвете сил. После этих слов предательства, Эрику ничего не оставалось, как убить нахального и вероломного Оке.
Когда Харальд узнал об этом, он преследовал шведского конунга, пока не догнал его, но это случилось на самой границе Гёталанда, и норвежцы посчитали лучшим возвратиться. После этого Харальд всю следующую осень занимался уничтожением людей шведского конунга в Вермланде.
Следующей зимой Харальд разграбил и сжёг Ранрике. Затем норвежцы вторглись в Гёталанд и пересекли всю эту провинцию, выигрывая почти все битвы. В одной битве погиб Хране Гаутске. Тогда Харальд провозгласил себя правителем всех земель к северу от Гёта-Эльва и к северу и западу от озера Венерн, а для защиты этого региона с многочисленными силами назначил Гутторма Харальдсона.